# Josef Erlich
Josef Erlich (auch Joseph Ehrlich bzw. Josef Ehrlich, hebräisch יוסף ארליך; geb. 14. Dezember 1908 in Chrzanów, Polen; gest. 13. November 1983 in Tel Aviv-Jaffa, Israel) war ein israelischer Schriftsteller, der hauptsächlich jiddische Werke verfasste.

## Leben und Wirken
Josef Erlich wurde in Chrzanów, einer Kleinstadt im damaligen Galizien, geboren und wuchs im benachbarten Wolbrom auf. Er erhielt zunächst eine traditionelle jüdische Erziehung im Cheder, besuchte dann eine polnische Grundschule und lernte anschließend autodidaktisch. Ab 1926 veröffentlichte er Artikel und Erzählungen in jiddischen Zeitschriften in Polen. 1933 wandte er sich dem Zionismus zu, betrieb in Polen Aktivitäten zur Hachschara und emigrierte im selben Jahr nach Eretz Israel. Im späteren Israel veröffentlichte er Artikel und Erzählungen in Letste Najes (jiddisch für Neuste Nachrichten), einer jiddischsprachigen Publikation, die in unregelmäßigen Abständen von 1949 bis 2006 erschien.
In Shabbat, das von Jean Malaurie im Verlag Terre humaine herausgegeben wurde und dessen französische Fassung von Uta Szyszkowitz ins Deutsche übersetzt wurde, schildert Erlich das religiös geprägte Leben des orthodoxen Hausierers Feivel und seiner Familie im Wolbrom der 1930er Jahre. In Ha-Hararijim („Die Bergbewohner“), das aus dem Jiddischen ins Hebräische übersetzt wurde, beschreibt Erlich die Lebensumstände der kurdischen Juden, die ab 1948 nach Israel einwanderten, dort in Durchgangslagern (Ma'abarot) lebten und eine eigene Variante des Aramäischen benutzten. Die Israelische Nationalbibliothek enthält ein Archiv mit Erlichs Korrespondenz und seinen schriftlichen Entwürfen.